# Barranco Chico
Barranco Chico es una comunidad nativa harakbut ubicada en el distrito de Huepetuhe en la provincia del Manu en el departamento de Madre de Dios en Perú. Se fundó en 1971 y está conformada por 39 familias. Se ubica en la zona de amortiguamiento de la Reserva Comunal Amarakaeri.
Es reconocida como comunidad nativa según la Resolución de Reconocimiento R.D. 059-84-AG-RA-XXIV-MD de fecha 28/09/1984. En 1988 obtuvo su título de propiedad.

## Extensión y población
Cuenta con una extensión territorial de 12 660.87 hectáreas y su población es de 753 habitantes.

## Problemáticas sociales
En los últimos años la comunidad se ha visto afectada por la minería ilegal con los consecuentes daños que trae dicha actividad. Un alto porcentaje de su territorio ha sido sometido a la deforestación por minería legal: entre marzo de  2019 y marzo de 2022 perdió 1098 hectáreas de sus bosques.